# Cái Ngang
Cái Ngang là một xã thuộc tỉnh Vĩnh Long, Việt Nam.

## Địa lý
Xã Cái Ngang nằm ở phía bắc huyện Tam Bình, có vị trí địa lý:
- Phía đông giáp xã Hòa Hiệp.
- Phía tây giáp xã Song Phú
- Phía nam giáp xã Tam Bình.
- Phía bắc giáp xã Phú Quới và Long Hồ.

Xã Cái Ngang có diện tích 63,14 km², dân số năm 2025 là 36.654 người, mật độ dân số đạt 580 người/km².

## Hành chính
Xã Hậu Lộc được chia thành 6 ấp: 3, 4, 5, 6, 7, Danh Tấm.

## Lịch sử
Ngày 6 tháng 12 năm 2019, Hội đồng Nhân dân tỉnh Vĩnh Long ban hành Nghị quyết 228/NQ-HĐND về việc sáp nhập toàn bộ ấp Kinh Ngay vào ấp 7.
Ngày 16 tháng 6 năm 2025, Ủy ban Thường vụ Quốc hội ban hành Nghị quyết số 1687/NQ-UBTVQH15 về việc sắp xếp các đơn vị hành chính cấp xã của tỉnh Vĩnh Long năm 2025. Theo đó, sắp xếp toàn bộ diện tích tự nhiên, quy mô dân số của các xã Mỹ Lộc, Tân Lộc, Hậu Lộc và Phú Lộc thành xã mới có tên gọi là xã Cái Ngang.
Sau khi sáp nhập, xã Cái Ngang có 63,14 km² diện tích tự nhiên và dân số 36.654 người.